# 阿卜杜·阿齐兹·杜里
阿卜杜·阿齐兹·杜里（'Abd al-'Aziz Duri, 1919年—2010年11月19日），一译阿卜杜勒·阿齐兹·杜里，也做A.A.杜里，是伊拉克的著名历史学家。主要研究阿巴斯王朝时期的历史、伊斯兰经济史及伊斯兰史学。

## 生平
1919年生于伊拉克萨拉赫丁省的杜尔（Dur），故而后来得名杜里（al-Duri）。中学时迁至巴格达读书，之后获得英国的奖学金，前往伦敦，于1940年获得伦敦大学文学学士学位，1942年获该大学博士学位，导师为弗拉基米尔·米诺尔斯基，博士论文题为《回历四世纪美索不达米亚经济生活研究》（Studies on the Economic Life of Mesopotamia during the Fourth Century A.H.）。
回到伊拉克后，杜里于1943年至1948年间于巴格达高等师范学校教授伊斯兰历史。他参与了巴格达大学的创建委员会，1949年至1958年间任巴格达大学文学系系主任。1963-1968年间任巴格达大学校长。
1969年，因为伊拉克政局不稳，伊拉克复兴党上台，他离开了伊拉克，并在贝鲁特美国大学任教一年。之后前往安曼的约旦大学任职。
杜里于2010年11月19日在安曼逝世。

## 著作
杜里一生著述颇丰，出版有20余部著作（包括合著）及大量学术论文。并为《伊斯兰百科全书》撰写了数篇词条，如《巴格达》、《底万》、《埃米尔》等等。部分重要著作已被翻译成其他语言。以下是其部分著作：
- 《早期阿拔斯王朝》（al-ʿAṣr al-ʿAbbāsiyy al-awwal）
- 《阿拔斯王朝晚期研究》（Dirāsāt fi al-ʿuṣūri al-ʿAbbāsiyyat al-mutaʾaḫḫire）
- 《阿拉伯史学的兴起》（Baḥth fī nashʾat ʿilm al-taʾrīkh ʿinda l-ʿArab, ），已有英译本，英译本题为The Rise of Historical Writing Amongs the Arabs
- 《伊斯兰制度体系》（al-Nuẓum al-Islamiyya, ），2011年出版了其英译本，题为Early Islamic Institutions: Administration and Taxation from the Caliphate to the Umayyads and Abbasids
- 《回历四世纪的伊拉克经济史》（Taʾrīkh al-ʿIrāq al-iqtiṣādī fī l-qarn al-rābiʿ al-Hijrī, ），为其英语博士论文《回历四世纪美索不达米亚经济生活研究》的阿拉伯语译本，修改后出版
- 《阿拉伯经济史导论》（Muqaddima fī l-taʾrīkh al-iqtiṣādī al-ʿarabī, ），已有德语译本，1979年出版，题为 Arabische Wirtschaftsgeschichte。土耳其语译本于1991年出版，题为İslam İktisat Tarihine Giriş
- 《伊斯兰黎明史导论》（Muqaddima fī l-tāʾrīkh ṣadri’l-islām），土耳其语译本于1991年出版，题为İlk Dönem İslâm Tarihi, Bir Önsöz
- 《阿拉伯民族的历史形成》（al-Taqwīn al-tārīḫī li'l-ummah al-ʿArabiyya），1987年出版英译本，题为The Historical Formation of the Arab Nation